# TCC Japan
TCC Japan（株式会社日本サラブレッドコミュニティクラブ、Thoroughbred Community Club Japan）は、滋賀県栗東市に本社を置く株式会社。 

## 概要
本社を滋賀県栗東市のTCC Therapy Parkに置き、引退した競走馬を1口オーナーとして支援する「引退馬ファンクラブ TCC FANS」事業、その引退馬を活用したホースセラピーを取り入れた「児童発達支援・放課後等デイサービス PONY KIDS」事業などを行っている。スローガンは「馬と共に社会をゆたかに」。元JRA調教師の角居勝彦が進める「サンクスホースプロジェクト」とも連携し活動している。

## 経歴
- 2006年1月11日 - 前身企業であるスタイルバンク株式会社を東京都港区に設立[2]。
- 2015年
  - 本社を代表の山本の出身地である滋賀県栗東市に移し、馬を活用した事業に着手しはじめる[2]。
  - 9月 - 放課後等デイサービスPONY KIDSを栗東市に開所[2]。
- 2016年4月 - 引退馬ファンクラブTCC FANSの運営を開始[2]。
- 2018年
  - 1月 - 「株式会社日本サラブレッドコミュニティクラブ」に社名変更[2]。
  - 6月 - 「"人と馬"の社会問題を解決する新プロジェクト」として「TCC PARK RITTO」の構想を発表[1]。当初は年内12月の開所を目標としていた。
- 2019年5月 - 当初の計画より半年ほど遅れ、また名称を変更し、「TCCセラピーパーク」として、栗東市六地蔵に開所[2]。

## TCCにおける引退馬支援

### 引退馬ファンクラブ
TCCへの入会や、TCCで引き受けている馬（TCCホース）の一口・半口オーナーとなり支援を行う「引退馬ファンクラブ」事業は、TCC Japanにおける主力事業のひとつとなっており、入会することで、全国のTCCホースへの乗馬が可能になるなどの特典を受けることが出来る。
引退馬を救うプロセスとしては、引き受けた引退競走馬を栗東市に構える「ホースシェルター」へ入厩させ、その後全国の乗馬クラブなどに預託し、オーナーシェア制度「ウマシェア」を用いて余生を支える活動を行っている。また、高齢や怪我を理由に乗馬としても活動できなくなった馬についても、独自の年金システム「TCCみらい基金」や、「ウマハグ」制度により支援を行っている。

### TCCホースとなっている主な引退馬
- ロサギガンティア（スプリングステークス、阪神カップ）
- エアソミュール（毎日王冠、鳴尾記念）
- レッドアリオン（マイラーズカップ、関屋記念）
- フルーキー（チャレンジカップ）
- メイショウナルト（七夕賞、小倉記念）[3]
- キクノストーム（カペラステークス）
- ベルーフ（京成杯）
- キョウエイアシュラ（テレ玉杯オーバルスプリント）
- ザダル（エプソムカップ、京都金杯）
- レッドレオン（日経新春杯2着）
- ドラゴンバローズ（シリウスステークス2着）
- リベルタス（若駒ステークス、朝日杯フューチュリティステークス3着）
- グラッツィア（ラジオ日本賞、川崎記念3着、新潟ジャンプステークス2着）
- マジックカーペット（菊水賞）
- コーナスフロリダ（兵庫ダービー、西日本ダービー、園田ジュニアカップ、ゴールド争覇、兵庫ウインターカップ）
- ナリタミニスター（金沢スプリントカップ、園田チャレンジカップ）
- ドリームドルチェ（東海桜花賞）
- ザサンデーフサイチ（種牡馬）[4]

#### 「ウマハグ」の対象馬
- ポチ（競走馬名：タニノクリエイト、神戸新聞杯）